# Pieni-Kaakkuri
Pieni-Kaakkuri är en sjö i kommunen Pudasjärvi i landskapet Norra Österbotten i Finland. Arean är 35 hektar och strandlinjen är 3,39 kilometer lång. Sjön  ingår i Ijo älvs huvudavrinningsområde.   Den ligger omkring 75 kilometer nordöst om Uleåborg och omkring 580 kilometer norr om Helsingfors. 
Pieni-Kaakkuri ligger nordöst om Kaakkurinjärvi. 